# Angélique des Méloizes
Pour les articles homonymes, voir Méloizes.
Angélique Renaud d'Avènes des Méloizes est née le 11 décembre 1722 à Québec et morte le 1er décembre 1792 à Blois. Elle est issue de la noblesse et côtoyait la haute société. Fille de Nicolas-Marie Renaud d'Avène des Méloizes et d'Angélique Chartier de Lotbinière. Elle étudia au pensionnat des Ursulines de Québec et épousa le 3 janvier 1746 le chevalier de Livaudière. Celui-ci, Michel-Jean-Hugues Péan de son nom, était aide-major à Québec et devint le bras droit de l'intendant Bigot à son arrivée en Nouvelle-France.

## Histoire

Carte de la Nouvelle France

La famille Renaud d'Avènes des Méloizes s'installa en Nouvelle-France en 1685 lorsque François-Marie, grand-père paternel de la jeune femme, quitta le Nivernois. C'est de sa femme Françoise-Thérèse Dupont de Neuville qu'il hérita de la seigneurie de Neuville, à proximité de Québec. Celle-ci demeurera le domaine des Renaud d'Avène des Méloizes jusqu'en 1760 et Angélique y passera une partie de son enfance avec ses deux jeunes frères: Nicolas et Louis François, sept et neuf ans de différence avec elle. Nicolas-Marie Renaud d'Avène des Méloizes, son père, fut officier dans les troupes de la Marine et seigneur de Neuville. De plus, il s'investit dans la fabrication de tuiles de toiture, entreprise qui échoua et laissa la famille endettée à sa mort en 1743, alors que mademoiselle des Méloizes n'avait que 21 ans. Comme le suppose Nadine Grelet, cette dette aurait pu être le motif de son mariage avec M. Péan.

## Personnalité
Madame de Péan et son mari appartenaient donc à la haute société et s'entouraient de biens dispendieux. Par exemple, ils habitaient une grande maison de pierre à l'angle sud-ouest des rues Saint-Louis et du Corps-de-Garde, dans la haute ville de Québec. Cette maison était une des plus majestueuses de Nouvelle-France et la jeune épouse Péan y tenait un célèbre salon fréquenté par plusieurs figures célèbres de l'histoire, tel le marquis de Montcalm, l'intendant Bigot, le gouverneur Rigaud de Vaudreuil et plusieurs autres, comme nous le mentionne l'historien Guy Frégault. Cette demeure comptait parmi les endroits les plus réputés pour les réceptions à Québec, seconde après le palais de l'intendant. Angélique Péan aimait bien s'adonner à plusieurs jeux de hasard, notamment le lansquenet auquel elle jouait avec le haut magistrat. Bref, ses réceptions étaient de grande renommée.
Quant au caractère de la belle Angélique des Méloizes, les auteurs ne savent s'entendre. D'une part, William Kirby lui donne une mauvaise réputation, un caractère et une attitude détestable. Selon lui, elle serait vaine, égoïste, ambitieuse, capricieuse, manipulatrice, etc. Elle attirerait le mépris de son entourage, serait consciente de son pouvoir de séduction et en abuserait pour soutirer une part d'argent considérable de ses multiples relations.
D'autre part, Nadine Grelet fait valoir mademoiselle des Méloizes comme une personne attentionnée pour les gens de son entourage, image beaucoup plus vraisemblable. Elle lui donne un caractère fort, certes, mais appuie sur sa douceur et sa naïveté. Dans son roman, l'héroïne n'a aucune idée de son emprise sur les hommes et serait plutôt victime de sa propre beauté. Même si c'est un personnage très controversé, les auteurs s'entendent sur certains faits à propos d'Angélique Péan. Sa beauté rare, son caractère fort et ses implications dans la haute société en Nouvelle-France sont unanimes. Elle fit grandement parler d'elle dans tout le pays, de par sa noblesse, ses salons et ses relations privilégiées avec des figures politiques. Comme le nota l'annaliste du pensionnat des Ursulines de Québec : « C'était une personne très remarquable pour sa beauté, ses agréments et son esprit.» De plus, elle s'attira les faveurs de nombreux gentilshommes tel l'intendant Bigot dont elle fut la maîtresse.